# Diaprochaeta obscura
Diaprochaeta obscura là một loài ruồi trong họ Tachinidae.